# 孝公 (秦)
孝公（こうこう）は、中国戦国時代の秦の第25代公。姓は嬴（えい）、諱は渠梁（きょりょう）。献公師隰の嫡子。即位するや、国中に布告を出して国政の立て直しをはかり、魏からやってきた商鞅を起用して抜本的な国政の改革（商鞅の変法）を断行、穆公亡き後の衰退した秦を強力な中央集権国家として生まれ変わらせた。都を櫟陽から咸陽に遷都。対外的にも魏を破るなど、富国強兵に努めた中興の祖。恵文王、樗里疾の父。

## 生涯

### 奇計の士を求む
秦の孝公元年（紀元前361年）、黄河及び華山から東には、強国が6つあった。すなわち、斉の威王・楚の宣王・魏の恵王・燕の文公・韓の哀侯・趙の成侯である。その他の十数カ国は、淮水と泗水のあいだの狭い地域に押しこめられていた。
これらの強国のうち、楚と魏は秦と境を接していた。魏は鄭を起点に洛水に沿って長城を築き、北は上郡まで版図を広げていた。また楚は漢中を中心として南は巴・黔中にまで勢力を広げていた。
周王室が衰えてからというもの、諸侯は力によって対立し、競って領土を拡大したのである。秦ははるか西方の僻地にある雍城に都をおいたため、中原の諸侯から夷狄同様にみなされ、会盟に招かれることもなかった。
孝公は仁政に努めた。孤児や寡婦を救済し、戦士を優遇し、また論功行賞を公平にするとともに国中に布告を出した。
| 「 | 昔、わが先君穆公は岐山・雍州の付近に国を定めてから、徳をつみ武力を充実させ、その結果、東は晋の内乱を治めて国境を龍門河にまで拡大し、西は戎・狄を帰属させた。領土を広めること千里、その功によって、天子から覇者と認められ、諸侯はこぞって祝意を表した。 ここに後世のために国の基礎が築かれたのであるが、この偉業にもかかわらず、その後、厲共公・躁公・簡公・出公と代を重ねるにつれ、国内の乱れがうちつづき、外征どころではなくなった。それどころか、三晋によって、わが先君の残された河西の地が奪われ、諸侯の侮りを受けるありさま。これほどの屈辱がまたとあろうか。 だが、献公が即位されるに及んで、辺境の蛮族を鎮撫し、櫟陽に遷都し、さらに東伐軍を派遣して奪われた領土を取り戻し、穆公の治世を再現しようとされた。この献公の志を思うにつけても、私は心が痛んでならない。ここに賓客はじめ群臣に告げる。奇計を出して、わが秦を強大にする者には、高い位と領邑を与えるであろう | 」 |

こうして、秦の外征が開始され、東は陝城を包囲し、西は戎の豲王を斬るという成果をあげた。
そのころ、衛の公孫鞅（以後、衛鞅）は、孝公の布告を伝え聞いて秦に入国した。彼は孝公の寵臣景監を通じて、孝公に目通りを願い出た。

### 商鞅の非指示的カウンセリング
さて、衛鞅が孝公に謁見した席上のこと、衛鞅の議論が長いので、孝公はうとうとしながら話を聞いていた。衛鞅が退出すると孝公は紹介者である景監を叱りつけた。
| 「 | おまえの客人は馬鹿ではないか。とりたてるなどとんでもないことだ | 」 |

そこで景監が衛鞅を責めると、衛鞅は答えた。
| 「 | わたしは帝たるの道を説いたのですが、よくおわかりいただけなかったようです | 」 |

だが5日たつと、孝公はふたたび衛鞅を引見したいと言い出した。衛鞅はいよいよ熱を込めて説いた。しかし孝公の同意を得ることはできなかった。前回と同様、衛鞅が退出すると孝公が景監をとがめ、そこで景監は衛鞅を責めた。衛鞅はこう答えた。
| 「 | わたしは王たるの道を説きましたが、納得していただけなかった。もう一度会えるよう取り計らってください | 」 |

こうしてもう一度、孝公に謁見した。孝公はこんどは衛鞅の話が気に入ったようだったが、まだ彼を登用するとは言わなかった。
衛鞅が退出すると、孝公は景監に言った。
| 「 | 見直したぞ。おぬしの客人はなかなか話せる | 」 |

衛鞅は景監に言った。
| 「 | こんどは覇者の道を説いたのですが、だいぶお気に召した様子です。どうかもう一度、公に会わせて下さい。公のお考えがわかりましたから | 」 |

さて、4度目の謁見である。孝公はわれ知らず議論に熱中した。議論は数日にわたって続き、なお飽きることを知らなかった。景監が不審に思って衛鞅にたずねた。
| 「 | わが君は大変なお喜びようだが、いったいどうやってわが君のお心をつかんだのだ? | 」 |

| 「 | わたしははじめ公に夏・殷・周の三代をたとえにして、帝たるの道、王たるの道を説きました。しかし公は「ずいぶん悠長な話だ。とても待ってはおれん。一代のうちに名を天下にあらわしてこそ、名君と言える。帝だの王だのといって何十年何百年もかけておられるか」とお取りあいにならない。そこで、今度は強国の方策を進言しましたところ、公は喜んで耳を傾けられたという次第です。これでは殷や周の徳と比肩するというわけにはいきませぬが… | 」 |

### 疑行は名なく、疑事は功なし
孝公はついに衛鞅を信用した。孝公は強国策を実行に移す手始めとして、まず国政の抜本的改革を断行しようとしたが、世論の非難を恐れてためらっていた。そこで衛鞅は進言した。
| 「 | 「成功も名誉も自信なしには得られない、とかく非難の的にされがちなものです。終わってしまっても気づかぬのが愚者、それに対し知者は始まる前から察しをつけることができるのです。したがって人民には、計画段階では知らせず、結果だけ享受させればよろしいのです。至上の徳を論ずるものは世俗に迎合せず、大功をおさめんとする者は、多勢の人間に相談はせぬもの。人民に利益になることならば、従来の慣習に従う必要はございません | 」 |

孝公はこれに賛意を表した。このとき甘龍が進み出て反論した。
| 「 | いや、そうではございません。慣習を変えずに人民を導く者こそ聖人であり、法を変えずに立派な政治をおこなう者こそ知者といえます。慣習に従って人民を導くならば、無理は少なく効果があがろうというもの。同様に、従来の法によって統治すれば、実務にあたる官吏が習熟しているので、人民も安心して従うでしょう。 | 」 |

| 「 | 甘龍の意見は俗論です。凡人は慣習だけを頼りとし、一方、学者は知識だけに満足するものです。この両者は、官吏として既成の法を守らせることはできますが、所詮はそこ止まり、それ以上のこととなると、まるで問題になりません。そもそも、古来、礼も法も一定不変ではなかったのです。夏・殷・周の三代は礼を異にしながらいずれも王者になり、春秋の五覇は異なる法によって、それぞれ覇者となりました。つまり、いつの時代でも知者が法をつくり、愚者がそれに従う。賢者が礼をあらため、不肖者がそれに束縛される…こういう関係になっているのです | 」 |

衛鞅がこう主張すると、こんどは杜摯（とし）が反論した。
| 「 | 器具にしても、効用が十倍になるのでなければ変えないもの。法となれば利益が百倍になるのでなければ、変えてはいけません。なんにつけ従来通りの方法にのっとり、古来の礼に従っておれば、間違いは起こりません | 」 |

衛鞅はこれを受けて立つ。
| 「 | 政治の方法は、固定したものではありません。国家にとって有益とあれば、遠慮なく変えるべきです。たとえば、湯王・武王は古来の道に従わずに王者となり、夏の桀王、殷の紂王は古来の礼を変更しないのに滅びました。ですから、慣習にそむくからといって非難すべきではありません。また、古来の礼に従うからといって、誉めるには値しません | 」 |

孝公はふたたび衛鞅の考えに賛成した。そして、衛鞅を左庶長に抜擢し、国政改革の命令を下した（紀元前359年/『史記』六国年表では紀元前356年）。

### 国勢の伸張
変法の施行に伴い、秦の国勢は次第に強くなった。この余勢を駆って、秦は東方に対する経略を進めた。
孝公4年（紀元前358年）、秦は西山で韓を敗退させた。翌年、楚の要請により孝公の娘を嫁がせた。
孝公7年（紀元前355年）、孝公は魏の恵王と杜平で会盟した。
孝公8年（紀元前354年）、魏が趙と戦った隙を狙って河西を攻略し、元里で魏軍を破った後、少梁も取った。
孝公10年（紀元前352年）、衛鞅は大良造（宰相の爵位）を授けられた。同年、衛鞅は軍を率いて魏の旧都安邑を包囲し、これを降した。秦の領域は東に洛水を越えた。
孝公11年（紀元前351年）、衛鞅が固陽を攻め落とした。
孝公12年（紀元前350年）、孝公は魏の恵王と彤で会盟し、休戦が成立した。
この年、秦は雍から涇陽付近に城門・宮殿・庭園を造営して遷都し、都の名を咸陽と改めた。それ以後、衛鞅は法の規制を強化した。父子兄弟が一軒の家に同居することを禁じた。小さな町や村をあつめて県とし、県令・県丞を置いた。全国がおよそ31県に分たれることとなった。耕作しやすいように畔や境界をつぶして田を広げ、租税率を一律にし、度量衡を統一した。これを実施して4年目、こんどは公子虔が法を犯し、鼻切りの刑に処せられた。
孝公19年（紀元前343年）、秦はますます富強に向かい、孝公は天子から覇者の称号を贈られた。その翌年には諸侯がこぞって慶賀し、秦の公子少官が逢沢での会盟に参加した。
孝公21年（紀元前341年）、馬陵で斉が魏を破り、魏の太子申は捕虜となり、将軍の龐涓は戦死した（馬陵の戦い）。衛鞅は孝公に進言した。
| 「 | 我が国にとって魏は腹中の腫れ物のようなものです。倒すか、倒されるか、道はふたつにひとつです。魏は、東に険阻な山々をひかえて安邑に都をおき、我が国とは黄河で境を接し、中原の富を独り占めにしております。そして、有利とみれば西の我が国を攻め、不利とみれば東へ矛先を向ける。現在、わが君の御威光によって我が国は隆盛、これに対して魏は、斉との戦いに大敗を喫した後で、諸侯からも見放されております。魏を伐つならいまが絶好の機会です。魏は必ずや我が国の攻撃を支えきれず東に都を遷すでしょう。そうなれば、我が国は、天然の山河を要害にして、東方の諸侯を制圧することができましょう。これこそ帝王の業というべきです | 」 |

これには孝公も乗り気で、同年9月に衛鞅を将軍として魏を攻めさせた。魏は公子卬を将軍にしてこれを迎え撃った。両軍があい対峙したとき、衛鞅は公子卬に一通の親書を送った。
| 「 | わたくしがかつて魏におりましたとき、あなたとは親しくご交際を願っておりました。ところがいまはどうでしょう。お互い敵味方に分かれて攻めあう身、昔のことを思えばなにかとつらいきもちにおそわれます。できれば、直接お目にかかって平和の盟いをたて、お互い、気持よく兵を引こうではありませんか。されば、貴国もわが国もともに安泰と申せましょう | 」 |

公子卬はもっともだと思い、会盟して酒宴に臨んだ。ところが衛鞅は、その席に武装兵をかくしておき、公子卬を襲って捕虜にしてしまった。こうしておいて魏軍を攻め、大勝利をおさめて帰国した。
魏は斉に敗れたうえ、いままた秦にも敗れて、国力は底をつき、日ごとに領土が削られていく。魏の恵王は恐怖におそわれた。そこで秦に使者をたて、河西の地を割譲することを条件にして和議を結んだ。
| 「 | あのとき（公叔痤が臨終の際に）、（衛鞅を用いないのなら殺すべきだと言った）公叔痤のことばを聞き入れなかったのが、かえすがえすも残念だ | 」 |

恵王はこう言って嘆いたという。
孝公22年（紀元前340年）、衛鞅が魏を破って帰国すると、孝公は彼に商・於の15邑を下賜し、列侯に封じた。以後、衛鞅は商君・商鞅と呼ばれるようになった。
孝公24年（紀元前338年）、雁門を攻撃し、魏の武将である魏錯を捕らえた。同年、孝公が薨去すると、太子の恵文君が公位を継いだ。

## 登場作品
- 『東周列国 戦国篇』（1997年、演：陳強）
- 『大秦帝国』（2008年、主演：侯勇（ホウ・ヨン））